# 瀝源巴士總站

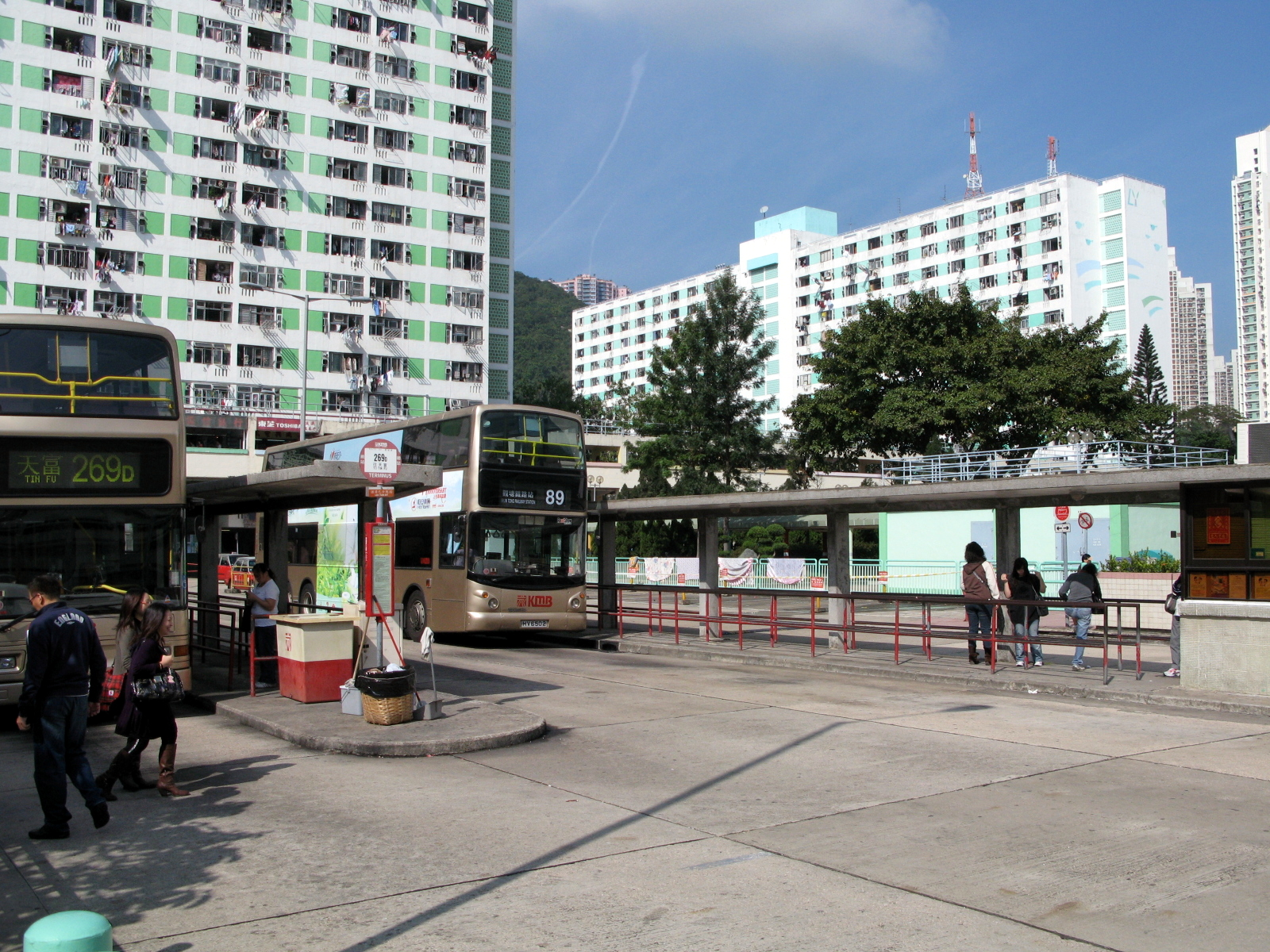
瀝源巴士總站（2009年，當時排隊頂蓋上，尚未加設路線主要途經點簡介）

瀝源巴士總站是香港一個坑狀露天車站，位於沙田瀝源邨內，瀝源商場和福海樓外。瀝源邨是沙田新市鎮首個公共屋邨，於1975年入伙，巴士總站隨著瀝源邨入伙而啟用，直至現在，巴士進入總站時仍須繞經祿泉樓及福海樓。  

## 總站路線資料

### 九龍巴士89線
- 瀝源 ↔ 觀塘（翠屏北邨）

1975年12月16日投入服務，配合瀝源邨落成。途經沙田市中心、獅子山隧道、黃大仙、鑽石山、牛池灣、牛頭角、觀塘市中心。

### 九龍巴士269D線
- 天水圍（天富） ↔ 瀝源
- 天水圍站 → 瀝源（特別班次，只供落客，不設回程）
- 天水圍（天富） → 瀝源（特別班次，只供落客，不設回程）

2000年3月12日開辦，由天富苑往來此總站。此線總站於2002年7月20日由沙田火車站巴士總站遷往此總站，來回程改經沙田市中心巴士總站而不再經沙田火車站。來回程途經元朗市中心，途經青朗公路、大欖隧道、屯門公路、城門隧道。

## 過往總站路線
- 九龍巴士87線（已取消）

## 外部連結
- 房屋委員會官方網站：瀝源邨 （页面存档备份，存于）